# イントゥ・ザ・ウッズ
『イントゥ・ザ・ウッズ』（Into the Woods）は、1987年初演のスティーブン・ソンドハイム作詞・作曲、ジェイムズ・ラパイン脚本によるミュージカル。
グリム兄弟の複数の童話を織り交ぜ、登場人物の希望や冒険のその後を描く。主要登場人物は『赤ずきん』、『ジャックと豆の木』、『ラプンツェル』、『シンデレラ』などから採用されている。グリム童話の『ラプンツェル』の冒頭より、子どもが授からないパン屋の夫婦が家族を形成するための冒険の旅、夫婦に呪いをかけた魔女や、童話の登場人物との関係などが結びつく。
1986年、サンディエゴにあるオールド・グローブ・シアターで初演され、1987年11月5日、ブロードウェイで開幕した。トニー賞において『オペラ座の怪人』が数々の賞を受賞する中、オリジナル楽曲賞、ミュージカル脚本賞、ミュージカル主演女優賞(ジョアンナ・グリーソン)の3部門を受賞した。以降、1988年の全米ツアー、1990年のウェスト・エンド・プロダクション、1997年の10周年記念コンサート、2002年のブロードウェイ再演、2010年のロンドン再演、2012年のニューヨークの屋外「シェイクスピア・イン・ザ・パーク」に参加など数多く上演されている。
2014年、ウォルト・ディズニー・カンパニーによりロブ・マーシャル監督の映画化『イントゥ・ザ・ウッズ』が公開された。世界中で興行収入2億1,300万ドルを上げ、アカデミー賞およびゴールデングローブ賞においてそれぞれ3部門にノミネートされた。
2022年6月28日、セント・ジェイムス・シアターにて2度目のブロードウェイ再演が開幕した。2023年2月、同じプロダクションによる全米ツアー公演が開幕する予定である。

## あらすじ
パン屋の夫婦は、魔女の呪いのせいで子供が授からないでいた。呪いをとくためには、ミルクのように白い牛、赤い頭巾、黄色い毛、金色の靴が必要だと言う。夫婦はそれらを探すために森の中へと入っていく。そこでシンデレラ、赤ずきん、ジャックと豆の木、ラプンツェルなどの童話の登場人物たちと出会う。

### 第1幕
シンデレラは王様主催のお祭りに参加したいと願う。ジャックはウシのミルキー・ホワイトがミルクを出すことを願う。パン屋の夫婦は子供を授かることを願う。赤ずきんは祖母に持っていくパンを願う。
パン屋の隣人で醜い老婆の魔女は、パン屋の父親が魔法の豆など魔女の野菜を盗んだため呪いをかけたことで子供ができないのだと語る。魔女はパン屋の父親の子供であるラプンツェルを連れて行っていた。魔女は3日間のうちに「ミルクのように白い牛」、「血のように赤いずきん」、「とうもろこしのように黄色い髪」、「純度の高い金の靴」の4つの材料で呪いを解くことができると語る。ジャックは愛するウシを売りに、シンデレラは母の墓に、赤ずきんは祖母の家に、パン屋は妻の助けを断り材料を探しに森の中へ旅に出る("Prologue")。
シンデレラは母の精霊からドレスと金の靴を手に入れる("Cinderella at the Grave")。謎の男が1袋の豆よりウシを大事にするジャックを嘲笑する。赤ずきんは空腹の狼と出会い、狼は真意を隠して美しい回り道を通るよう説得する("Hello, Little Girl")。パン屋は妻と共にジャックと出会う。パン屋の夫妻は父親のジャケットの中から見つけた豆は魔法の豆だとしてウシと交換しようとする。ジャックは涙ながらにミルキー・ホワイトに別れを告げる("I Guess This Is Goodbye")。パン屋はジャックを騙したことに良心の呵責を感じるが、妻に慰められる("Maybe They're Magic")。
魔女は長い金髪でのみ上ることができる高い塔でラプンツェルを育てている("Our Little World")。王子はラプンツェルを見かける。パン屋は赤ずきんを追いかけ、狼を倒して赤ずきんとその祖母を助ける。赤ずきんは自身の赤いずきんを贈り、自身の経験を振り返る("I Know Things Now")。ジャックの母親が豆を放り投げると、茎が巨大に育つ。シンデレラは別の王子に追いかけられ舞踏会を逃げ出し、パン屋の妻はシンデレラをかくまう。パン屋の妻が舞踏会について尋ねると、シンデレラはつまらなかったと応える("A Very Nice Prince")。シンデレラの金の靴に気付いたパン屋の妻はシンデレラを追いかけ、ミルキー・ホワイトを見失う。こうして1日目の終わりを告げる("First Midnight")。
ジャックは豆の茎を上る冒険を語る("Giants in the Sky")。ジャックはウシを買い戻すために巨人から盗んだ金をパン屋に渡す。ジャックはより多くの金を求め再び豆の茎を上るが、謎の男がその金を盗む。シンデレラの王子とラプンツェルの王子は兄弟で、なかなか成就しない恋愛を語り合う("Agony")。パン屋の妻は2人が金髪の少女について話すのを立ち聞きする。パン屋の妻はラプンツェルを騙し、髪を1本取る。謎の男がミルキー・ホワイトをパン屋に返す。
パン屋の妻はシンデレラの靴を再び入手しそこなう。パン屋は共に協力しなければならないと認める("It Takes Two")。ジャックは金の卵を産む雌鶏と共にやってくるが、ミルキー・ホワイトは夜中の鐘の音に卒倒して死んでしまう("Second Midnight")。魔女は王子の訪問に気付き、ラプンツェルを世間から隔離しようとする("Stay with Me")。ラプンツェルはこれを拒否し、魔女はラプンツェルの髪を切って追い出す。謎の男がパン屋に別のウシを買うための金を渡す。ジャックは、狼の皮のずきんを被りナイフを持った赤ずきんと出会う。赤ずきんはジャックに巨人の家に戻りハープを持ってくるよう迫る。
シンデレラは王子と一緒になるべきか否か悩み、試しに靴を残すためにパン屋の妻と靴を交換する("On the Steps of the Palace")。パン屋が別のウシを連れてきて、4つの材料が揃う。大きな衝撃音が聞こえ、ジャックの母親は裏庭で巨人が死んでいると告げるが、誰も気にしない。ジャックは魔法のハープと共にやってくる。魔女は新しいウシは役に立たないと知り、ミルキー・ホワイトを蘇生させて材料を与えるがミルクが出ない。魔女はラプンツェルの髪が役立たないと語ると謎の男がトウモロコシのひげを提案する。ミルキー・ホワイトはミルクを出す。魔女は謎の男がパン屋の父親だと語り、魔女がミルクを飲むと謎の男は倒れて死に、呪いが解けて魔女は若さと美しさを取り戻す。
シンデレラの王子は靴が合う少女を探す。シンデレラの必死な義姉たちは足を小さく切断する("Careful My Toe")。シンデレラに靴が合い、王子と結婚する。ラプンツェルは双子を出産し、王子に探し出される。魔女がラプンツェルを見つけて連れ帰ろうとするが、魔法の力は失われている。シンデレラの結婚式にて義姉たちは鳥により盲目にされ、パン屋の妻は妊娠してシンデレラに感謝する。それからずっと幸せに暮らしていくかと思いきや、他の豆の茎が育っていることに誰も気付かない。

### 第2幕
昔々のその後、人々の望みは尽きず、パン屋夫妻は幼い息子に振り回され、裕福になったジャックは空の王国を懐かしみ、シンデレラは宮殿の生活をつまらなく感じるが、それでも皆ほぼ満足している("So Happy")。
大きな衝撃音が聞こえ、巨人の足が魔女の庭を踏みつぶし、パン屋の家を損傷させる。パン屋は宮殿に訴えに行くが、王子の執事にもジャックの母親にもあしらわれる。パン屋の夫婦は帰宅途中、祖母の家に向かう赤ずきんを見つけて同伴する。ジャックは巨人を倒す決意をし、シンデレラは荒らされた母親の墓の調査をする。皆が再び森に戻るが、雲行きは怪しく風は強い("Into the Woods" Reprise)。
ラプンツェルは怒りながら森に逃れるが、追いかけてきた王子兄弟と会う。王子2人は白雪姫と眠れる森の美女という新たな女性たちについて語り合う("Agony" Reprise)。
パン屋の夫婦と赤ずきんはシンデレラの家族と執事を見つけ、城が巨人に襲撃されたことを聞かされる。魔女は巨人がパン屋の家と共に村を破壊したことを知らせる。ジャックが巨人を殺害したため、未亡人となった女巨人がやってきて復讐しようとする。生贄として差し出されたナレーターが殺される。ジャックの母親が息子を擁護して女巨人が怒ったため、執事はジャックの母親を黙らせようとすると誤って殺してしまう。女巨人がジャックを探しに行くと、ラプンツェルを踏み潰す("Witch's Lament")。
パン屋は王家に、残って戦うよう懇願するが王家は逃げる。魔女はジャックを見つけて女巨人に渡すと約束し、パン屋の夫婦は二手に分かれて魔女より先にジャックを見つけようとする。シンデレラの王子はパン屋の妻を口説く("Any Moment")。パン屋はシンデレラを見つけて自分たちの一団に参加するよう説得する。パン屋の妻は自身の冒険の旅を考え直し、王子と密会するが、巨人の道に迷い込み殺される("Moments in the Woods")。
パン屋、赤ずきん、シンデレラがパン屋の妻が戻るのを待っていたが、パン屋の妻の遺体を発見して嘆き悲しんでいる所に魔女がジャックと共にやってくる。パン屋とジャックは敵対し、シンデレラと赤ずきんは互いに非難し合い、4人は魔女を責める("Your Fault")。各人が自身の行動の結果を受け入れないことを非難し、魔女は別の呪いにかかり消える("Last Midnight")。
パン屋は悲嘆に暮れて逃げ出すが、成仏していない父親の精霊に責任を負うよう説得される("No More")。パン屋は戻って女巨人を殺す計画を立てる。シンデレラはパン屋の子供と残り、王子に不貞を突きつける。王子は誠実であるよう育てられてこなかったとして不満を吐露し、シンデレラは王子に出て行くよう要請する。
赤ずきんは祖母が女巨人に殺されたのを見つけ、パン屋はジャックの母親が殺されたことをジャックに告げる。ジャックは執事を殺すと誓うが、パン屋はやめるよう説得し、シンデレラは赤ずきんを慰める。パン屋とシンデレラは選択には結果があり、全ては繋がっていると説明する("No One Is Alone")。
4人は協力して、王家を含み巨人および眠りの森の女王や白雪姫と浮気した王子を倒し、最後のモラルを共有するために戻ってくる。4人とパン屋の妻の精霊は喪に服すパン屋を慰め、この物語を子供に話して聞かせるよう勧める。パン屋は息子に語り始め、魔女は最後に「言葉に気を付けよ、子供はちゃんと聞いている」と忠告する("Finale")。

## ミュージカル・ナンバー
| 第1幕 - オープニング Prologue: "Into the Woods" – ナレーター、シンデレラ、ジャック、パン屋、パン屋の妻、シンデレラの継母、フロリンダ、ルシンダ、ジャックの母、赤ずきん、魔女、シンデレラの父 - お墓にいるシンデレラ "Cinderella at the Grave" – 、シンデレラ、シンデレラの母 - ハロー、お嬢ちゃん "Hello, Little Girl" – 狼、赤ずきん - これでさよなら "I Guess This Is Goodbye" – ジャック - 魔法の豆 "Maybe They're Magic" – パン屋の妻、パン屋 - 完璧な世界 "Our Little World" – 魔女、ラプンツェル** - 魔法の豆（リプライズ）"Maybe They're Magic" (reprise) – パン屋* - 今わかったこと "I Know Things Now" – 赤ずきん - 素敵な王子様 "A Very Nice Prince" – シンデレラ、パン屋の妻 - 1日目の真夜中 "First Midnight" – カンパニー - 巨人が空に "Giants in the Sky" – ジャック - 苦悩 "Agony" – シンデレラの王子、ラプンツェルの王子 - 素敵な王子様（リプライズ）"A Very Nice Prince" (reprise) – シンデレラ、パン屋の妻* - ふたり一緒に "It Takes Two" – パン屋の妻、パン屋 - 2日目の真夜中 "Second Midnight" – 魔女、シンデレラ、シンデレラの王子、ラプンツェルの王子、シンデレラの継母、フロリンダ、ルシンダ、赤ずきんの祖母、ナレーター* - このまま私と "Stay with Me" – 魔女、ラプンツェル - 城の階段で "On the Steps of the Palace" – シンデレラ - "Careful My Toe" – ナレーター、フロリンダ、シンデレラの継母、ルシンダ、シンデレラの母* - "So Happy" (Prelude) – シンデレラ、シンデレラの王子、パン屋、パン屋の妻* - "Ever After" – ナレーター、フロリンダ、ルシンダ、魔女、カンパニー | 第2幕 - オープニング Prologue: "So Happy" – ナレーター、シンデレラ、ジャック、パン屋、パン屋の妻、シンデレラの王子、ジャックの母、シンデレラの継母、フロリンダ、ルシンダ、魔女、赤ずきん、ラプンツェル - 苦悩（リプライズ） "Agony" (reprise) – シンデレラの王子、ラプンツェルの王子 - 魔女の哀歌 "Lament" – 魔女 - どんな時も "Any Moment" – シンデレラの王子、パン屋の妻 - 森のひと時 "Moments in the Woods" – パン屋の妻 - 悪いのはお前 "Your Fault" – ジャック、パン屋、魔女、シンデレラ、赤ずきん - 最後の真夜中 "Last Midnight" – 魔女、パン屋、シンデレラ、赤ずきん - もう嫌だ "No More" – パン屋、謎の男 - みんなひとりじゃない "No One Is Alone" – シンデレラ、赤ずきん、パン屋、ジャック - 子供たちは聴いている Finale: "Midnight/No One Is Alone/Children Will Listen/Into the Woods" – パン屋、パン屋の妻、魔女、カンパニー |

*オリジナル・ブロードウェイ・キャスト・レコーディングには含まれない
**1990年ロンドン・プロダクションに追加

## プロダクション

### 1986年、ブロードウェイ進出前のサンディエゴ・プロダクション
1986年12月4日、カリフォルニア州サンディエゴにあるオールド・グローブ・シアターにてジェイムズ・ラパインの演出で初演され、50回上演された。ナレーター・狼・執事役のジョン・カニンガム、謎の男・シンデレラの父役のジョージ・コー、シンデレラの王子役のケネス・マーシャル以外のこのプロダクションの出演者のほとんどがそのままブロードウェイに出演した。ブロードウェイに進出した際、ナレーター・謎の男役はトム・アルドレッジ、シンデレラの王子・狼役はロバート・ウェステンバーグ、シンデレラの父役はエドマンド・リンデック、執事役はフィリップ・ホフマンが配役された。赤ずきん役はルアン・ポンスからダニエル・ファーランド、魔女役はエレン・フォリーからバーナデット・ピーターズに交代し、ラプンツェル・義姉フロリンダ役のケイ・マクレランドはフロリンダ役のみとなり、ラプンツェル役はパメラ・ウィンスロウが配役された。
公演は発展していき、最も顕著な変更は上演期間の途中で楽曲「"No One Is Alone"」が追加されたことである。

### 1987年、オリジナル・ブロードウェイ・プロダクション
1987年11月5日、ブロードウェイにあるマーティン・ベック・シアターで開幕し、765回上演ののち1989年9月3日に閉幕した。魔女役はバーナデット・ピーターズ、パン屋の妻役はジョアンナ・グリーソン、パン屋役にチップ・ジエン、狼・シンデレラの王子役にロバート・ウェステンバーグ、ナレーター・謎の男役にトム・アルドレッジ、シンデレラ役にキム・クロスビー、赤ずきん役にダニエル・ファーランド、ジャック役にベン・ライト、ラプンツェルの王子役にチャック・ワグナー、シンデレラの母・祖母・巨人の妻役にマール・ルイーズが配役された。ジェイムズ・ラパインが演出、ラー・ルドヴィッチが振付、トニー・ストレイジズが装置、リチャード・ネルソンが照明、アン・ホールド・ウォードがパトリシア・ジプロットとの共同構想を基に衣裳、ジェフ・ロームがメイクを担当した。1988年、ニューヨーク劇評家サークル賞、ドラマ・デスク・アワード・ミュージカル作品賞を受賞した他、オリジナル・キャスト・レコーディングはグラミー賞を受賞した。トニー賞において10部門にノミネートされ、楽曲賞(ソンドハイム)、脚本賞(ラパイン)、ミュージカル主演女優賞(グリーソン)の3部門を受賞した。
5ヶ月上演ののち、ピーターズは当初の契約通り映画『ニューヨークの奴隷たち』主演のため降板した。魔女役は1988年3月30日よりベッツィ・ジョスリン、4月14日よりフィリシア・ラシャド、7月5日よりジョスリン、12月13日よりナンシー・デュサルト、1989年8月1日から閉幕までエレン・フォーリーが演じた。魔女役代役はジョスリン、マリン・メイジー、ローレン・ヴェレス、スザンヌ・ダグラス、ジョイ・フランツが就いた。
他の出演者の交代を以下に示す。1988年7月19日にはナレーター役でトム・アルドレッジが出演していたが、短期間の契約によりディック・キャヴェットが復帰した。謎の男役にエドマンド・リンデック、シンデレラ役にパトリシア・ベン・ピーターソンが配役され、赤ずきん役にルアン・ポンスが復帰し、ジャック役にジェフ・ブルメンクランツ、ラプンツェル役にはマリン・メイジー、ラプンツェルの王子役にはディーン・バトラー、パン屋の妻役にはケイ・マクレランド、ローレン・ミッチェル、シンシア・サイクス、メアリー・ゴードン・マレイが配役された。
1989年、5月23日から5月25日、白雪姫役がジーン・ケリーでなくシンディ・ロビンソンだった以外は全てオリジナル・キャストでPBSの『アメリカン・プレイハウス』シーズン10初回放送のために3公演収録され、1991年3月15日に放送された。マーティン・ベック・シアターにて観客入りで、照明や衣裳などをテレビ向けにやや変更して7台のカメラで本格的に撮影された。また様々な用途により観客なしで場面ごとに撮影されることもあった。この動画はVHSおよびDVD、リマスターや再販などがリリースされている。
1997年11月9日、ブロードウェイ・シアターにて10周年記念慈善コンサートが行なわれ、オリジナル・キャストの多くが出演した。ただし狼・シンデレラの王子役はロバート・ウェステンバーグの代役のチャック・ワグナー、執事役はフィリップ・ホフマンの代役のジェフ・ブルメンクランツが演じ、ラプンツェルの王子役は1989年に代役としてブロードウェイ公演に参加したジョナサン・ドクチツがワグナーの代役となった。このコンサートにおいてロンドン初演のために作曲されたデュエット「"Our Little World"」が披露された。
2014年11月9日、カリフォルニア州コスタメサにおいてオリジナル・キャストの多くがコンサートおよび懇親会に出演した。モ・ロッカが司会し、ソンドハイム、ラパイン、出演者たちにインタビューした。バーナデット・ピーターズ、ジョアンナ・グリーソン、チップ・ジエン、ダニエル・ファーランド、ベン・ライト、実生活で夫婦であるロバート・ウェステンバーグとキム・クロスビーが出席した。2015年6月21日、同じメンバーでニューヨークのブルックリン・アカデミー・オブ・ミュージックで行なわれたコンサートおよび懇親会に出席した。

### 1988年、全米ツアー
1988年11月22日、10ヶ月に亘る全米ツアーが開幕し、魔女役にクレオ・レーンが配役され、1989年5月にベッツィ・ジョスリンに交代した。レックス・ロビンソンがナレーター・謎の男役、シャーロット・レイがジャックの母役、チャック・ワグナーが狼・王子役、ダグラス・シルスが王子役に配役された。装置はほとんど改変され、脚本もストーリー要素の変更などある程度の改変が行なわれた。フロリダ州フォートローダーデール、カリフォルニア州ロサンゼルス、ジョージア州アトランタなど全米の都市を巡業した。1989年6月から7月16日、ジョン・F・ケネディ・センターで上演された。

### 1990年、オリジナル・ロンドン・プロダクション
1990年9月25日、フェニックス・シアターにてウェスト・エンド・プロダクションが開幕し、197回上演ののち1991年2月23日に閉幕した。リチャード・ジョーンズが演出、デイヴィッド・マーヴィッシュがプロデュース、リチャード・ハドソンが装置デザイン、アンソニー・ヴァン・ラーストが振付、スー・ブレインが衣裳、ジョナサン・チューニックが編曲を担当した。魔女役にジュリア・マッケンジー、パン屋役にイアン・バーソロミュー、パン屋の妻役にイメルダ・スタウントン、狼・シンデレラの王子役にクリーヴ・カーターが配役された。1991年、ローレンス・オリヴィエ賞において7部門でノミネートされ、ミュージカル主演女優賞(スタウントン)、ミュージカル演出賞(ジョーンズ)を受賞した。
魔女とラプンツェルのデュエットとなる楽曲「"Our Little World"」が追加された。魔女はラプンツェルを実の娘のように大事に思っているが、ラプンツェルは塔の外の世界を見たいと思っていることが歌われる。全体的にブロードウェイ・プロダクションより暗い。

### 1998年、ロンドン再演プロダクション
1998年11月16日、ドンマー・ウエアハウスにて第1回ロンドン再演が開幕し、1999年2月13日に閉幕した。ジョン・クローリーが演出し、兄のボブ・クローリーが装置や衣裳のデザインを行なった。魔女役にクレア・バート、パン屋役にニック・ホルダー、パン屋の妻役にソフィ・トンプソン、シンデレラ役にジェナ・ラッセル、赤ずきん役にシェリダン・スミス、狼・シンデレラの王子役にダミアン・ルイス、ナレーター役にフランク・ミドルミスが配役された。2010年のリージェンツ・パーク・プロダクションではラッセルはパン屋の妻役に配役された。1999年のローレンス・オリヴィエ賞においてミュージカル・プロダクション賞にノミネートされた他、トンプソンはミュージカル主演女優賞を受賞した。

### 2002年、ブロードウェイ再演プロダクション
2002年2月1日から3月24日、ロサンゼルスにあるアーマンソン・シアターで再演が上演された。その後のブロードウェイ公演と同じ主要出演者で同じ演出および振付で制作された。
2002年4月13日からプレビュー公演、4月30日から本公演がブロードハースト・シアターでブロードウェイ再演が上演され、ラパインが演出、ジョン・カラファが振付を担当し、プレビュー公演18回、本公演279回上演ののち12月29日に閉幕した。魔女役にヴァネッサ・ウィリアムス、ナレーター・謎の男役にジョン・マクマーティン、パン屋役にスティーブン・デローザ、パン屋の妻役にケリー・オマリー、狼・シンデレラの王子役にグレッグ・エデルマン、狼・ラプンツェルの王子役にクリストファー・シーバー、赤ずきん役にモリー・イフラム、ジャック役にアダム・ワイリー、シンデレラ役にローラ・ベナンティが配役された。ジュディ・デンチが事前収録で巨人の声を担当した。
初演時のサンディエゴ・プロダクションから復活させた『三匹の子豚』をカメオ出演させるなど、ルパインは脚本にやや改変を加えた。他に第1回ロンドン・プロダクションのために作曲された魔女とラプンツェルのデュエット曲「"Our Little World"」が追加、2番目の狼が1番目の狼（ラプンツェルの王子役と同じ俳優が演じる）と赤ずきんを奪い合う曲「"Hello Little Girl"」の追加、ジャックのウシを精巧な衣装を着用した俳優（チャド・キンボール）が演じ、魔女がパン屋の乳児に脅しの子守唄を歌う「"Last Midnight"」の歌詞を変更するなどの改変が行なわれた。
ダグラス・W・シュミットが装置、スーザン・ヒルファーティが衣裳、ブライアン・マクダヴィットが照明、ダン・モーゼス・シュライアーが音響、エレイン・J・マッカーシーがプロジェクションを担当した。トニー賞において、ミュージカル再演作品賞、照明デザイン賞を受賞した。この公演の衣裳はサウス・フロリダのコスチューム・ワールドに展示されている。

### 2007年、ロンドン・ロイヤル・オペラ・ハウス
2007年6月14日から30日、コヴェント・ガーデンにあるロイヤル・オペラ・ハウスのリンバリー・スタジオにて再演され、7月4日から7日、マンチェスターのソルフォード・クエイにあるロウリー・シアターにて短期間上演された。出演者にはオペラ歌手、ミュージカル俳優の他、ジャックの母役のアン・リード、ナレーター役のゲイリー・ウォルドホーンなど映画・テレビ俳優も配役された。ウィル・タケットが演出し、卓越した演技にもかかわらず評価は賛否両論であった。
開幕3週間前にはチケットが完売していた。オペラのプロダクションであったため、2008年のローレンス・オリヴィエ賞にはノミネートされなかった。赤ずきん役にスージー・トース、ジャック役にピーター・コールフィールド、魔女役にビヴァリー・クライン、パン屋の妻役にアナ・フランコリーニ、パン屋役にクライヴ・ロウ、狼・シンデレラの王子役にニック・ギャレット、ルシンダ役にララ・パルヴァーが配役された。2003年の『スウィーニー・トッド』に続き、ソンドハイムにとってオペラ・ハウスで上演された2作目のミュージカルとなった。

### 2010年、リージェンツ・パーク屋外劇場プロダクション
2010年8月6日から9月11日の6週間、ティモシー・シーダー演出、リアム・スティール振付でリージェンツ・パーク屋外劇場プロダクションにより上演され、ローレンス・オリヴィエ賞においてミュージカル再演作品賞を受賞した。魔女役にハンナ・ウォディンガム、パン屋役にマーク・ハドフィールド、パン屋の妻役にジェナ・ラッセル、シンデレラ役にヘレン・ダリモア、狼・シンデレラの王子役にマイケル・ゼイヴィアが配役され、ジュディ・デンチが事前収録の巨人の声を担当した。ガレス・ヴァレンタインが音楽監督を務めた。屋外の林の中で上演された。脚本にほとんど変更はなかったが、ナレーター役を家族との喧嘩で家出して森に迷い込んだ少年としたことで、伏線が育児や思春期が主題として描かれるなど大幅に変更された。
批評家らから広く称賛され、屋外のセットが効果的であったことへのコメントが多かった。『テレグラフ』紙の批評家は「魅力的で緑に囲まれたリージェンツ・パークで上演することは素晴らしいアイデアで、デザイナーのソートラ・ギルモアは梯子、階段、高い歩道などで見事に冒険の庭に作り替え、ラプンツェルは木の高い所から登場する」と記した。『ニューヨーク・タイムズ』紙の批評家は「自然に囲まれた環境は夜になると一層神秘的になる」と記した。ソンドハイムは2回出席し、このプロダクションをいたく気に入ったと報じられた。ローレンス・オリヴィエ賞においてミュージカル再演作品賞を受賞した他、ゼイヴィアはミュージカル助演男優賞にノミネートされた。
全編収録され、デジタル・シアターにてダウンロードおよび視聴できる。

### 2012年、セントラル・パーク・デラコート・シアター・プロダクション
2012年夏、リージェンツ・パーク屋外劇場プロダクションはパブリック・シアターに移行し、アメリカ人キャストにより新たなデザインによりニューヨークのセントラル・パークにあるデラコート・シアターにてシェイクスピア・イン・ザ・パークの一環として無料上演された。ティモシー・シーダーが再び演出し、リアム・スティールが共同演出および振付を担当した。2012年7月23日に開幕を予定していたが悪天候により7月24日に延期され、8月25日に閉幕する予定であったが9月1日まで延長された。パン屋の妻役にエイミー・アダムス、魔女役にドナ・マーフィー、パン屋役にデニス・オヘア、謎の男・シンデレラの父役にパン屋役ブロードウェイ・オリジナル・キャストであったチップ・ザイエン、狼・シンデレラの王子役にイヴァン・ヘルナンデス、シンデレラ役にジェシー・ミューラー、若いナレーター役にジャック・ブロデリック、ジャック役にギデオン・グリック、ラプンツェルの王子役にクーパー・グローディン、グラニー役にティナ・ジョンソン、執事役にジョシュ・ラモン、シンデレラの母役にローラ・シュープ、ラプンツェル役にテス・ソルトー、巨人の声役にグレン・クローズが配役された。装置は屋外劇場のデザイナーのソートラ・ギルモアとジョン・リー・ビーティがコラボレートし、木々に囲まれたキャットウォークなどの通路が連なり、50フィート以上上空に上げられた。この公演は2012年に亡くなったノーラ・エフロンに捧げられた。2012年2月および5月、ブロードウェイへの移行の可能性が浮上し、主要登場人物を演じる俳優の再演の交渉を行なっていると報じられた。2013年1月、スケジュールの都合によりブロードウェイへの移行は消滅したことが報じられた。

### 2019年、ハリウッド・ボウル・プロダクション
2019年7月26日から28日、ハリウッド・ボウルの毎年恒例のミュージカル公演として、ロバート・ロングボトムの演出および振付による上演が行われた。パン屋役にスカイラー・アスティン、パン屋の妻役にサットン・フォスター、魔女役にパティナ・ミラー、シンデレラ役にシエラ・ボーゲス、狼・シンデレラの王子役にシャイアン・ジャクソン、ラプンツェルの王子役にクリス・カーマック、ジャック役にゲイテン・マタラッツォ、謎の男役にアンソニー・クリヴェロ、ナレーター役にエドワード・ハイバート、赤ずきん役にシャニス・ウィリアムズ、ラプンツェル役にヘイリー・キルゴア、ジャックの母役にレベッカ・スペンサー、巨人の声役にウーピー・ゴールドバーグが配役された。オリジナル・ブロードウェイ・プロダクションのアン・ホールド・ウォードの衣裳が使用された。

### 2022年、ブロードウェイ再演プロダクション
2020年11月、ニューヨーク・シティ・センターにて『Encores!』シリーズの一環として上演されることが発表された。2021年8月、パン屋役にクリスチャン・ボール、パン屋の妻役にサラ・バレリス、シンデレラ役にアシュリー・パーク、魔女役にヘザー・ヘッドリーが配役されたことが発表された。当初パークは『Encores!』シリーズの『モダン・ミリー』に主演の予定であったが、新型コロナウイルス感染症の世界的流行により中止となった。2015年、ヘッドリーはザ・ミューニーでの上演で魔女役を演じていた。2021年12月、『ハイスクール・ミュージカル:ザ・ミュージカル』に出演していたジュリア・レスターが赤ずきん役、新人のコール・トンプソンがジャック役に配役された。2022年3月、シンデレラ役のパークが降板しデニー・ベントンが後継し、狼・シンデレラの王子役にギャヴィン・クリール、シンデレラの母・グラニー・巨人の妻役にアニー・ゴールデン、ジャックの母役にアン・ハラダ、ナレーター・謎の男役にデヴィッド・パトリック・ケリー、ルシンダ役にティファニー・デニス・ホブス(のちにタニカ・ギブソンに交代)、フロリンダ役にブルック・イシバシ、ミルキー・ホワイト役にケネディ・カナガワ、シンデレラの継母役に1987年ブロードウェイ・プロダクションでルシンダ役を演じたローレン・ミッチェル、執事役にデイヴィッド・ターナーが配役されたことが発表された。2022年4月、パン屋役のボールがスケジュールの都合で降板しニール・パトリック・ハリスが後継し、アルバート・ガーゾンがシンデレラの父役に配役されたことが発表された。2022年5月4日から15日、『Encores!』芸術監督のリア・デビソネットの演出により上演された。ロブ・バーマンが『Encores!』のオーケストラの指揮をするのは本作が最後となった。
『Encores!』閉幕から2週間経たぬうちに、2022年6月28日からブロードウェイのセント・ジェイムス・シアターに移行して開幕することが発表された。7月10日に本公演が開幕し、8月21日に閉幕する予定となった。『Encores!』出演者の多くが残留した他、パン屋役にブライアン・ダーシー・ジェームズ、魔女役にパティナ・ミラー、シンデレラ役にフィリッパ・スー、ラプンツェルの王子役にジョシュア・ヘンリーが追加された。他の新たな出演者として、シンデレラの継母役にナンシー・オペル、ジャックの母役にエイミー・ガルシア、ラプンツェル役にアリシア・ヴェレスが配役された。7月24日から8月2日、狼・シンデレラの王子役のクリールの代役としてハリウッド・ボウルで演じたシャイアン・ジャクソンが一時的に入った。
2022年7月18日、バレリスが自身のインスタグラムのストーリーズにおいてキャスト・アルバムを収録したことを明かした。2022年9月、このアルバムはデジタル配信およびストリーミングでリリースされた。12月2日、CDがリリースされ、2023年3月17日、レコードがリリースされることとなっている。7月、上演期間が10月16日まで延長されることが発表された。2022年8月、ブロードウェイの出演者が9月4日まで残留することが発表された。9月6日より、実生活で夫婦であるステファニー・J・ブロックとセバスチャン・アーセラスがパン屋夫婦を演じることとなった。他の交代として、シンデレラ役にクリスタ・ロドリゲス、赤ずきん役にケイティ・ゲラフティ、執事役にジム・スタネックが配役された。魔女役はミラーと共にモンテゴ・グロヴァ―が演じることとなった。9月6日から15日の短期間、狼・シンデレラの王子役にアンディ・カールが配役され、9月27日よりジャックの母役のアン・ハラダが復帰した。9月、2023年1月8日まで上演期間が延長されたことが発表された。9月30日、キャスト・アルバムがリリースされた。9月22日、10月25日からジェームズがパン屋役で復帰、および10月11日からカールがラプンツェルの王子役で復帰することが発表された。10月25日、11月21日から12月24日、ベントンが『Encores!』以来シンデレラ役で復帰することが発表された。11月17日、12月16日から1月8日の閉幕までホアキナ・カルカンゴが魔女役を演じることが発表された。11月23日にヘンリーの復帰に伴いカールが降板することとなったが、のちに12月2日に延期となった。12月15日、12月26日から閉幕までの2週間、代役であったダイアン・フェランがシンデレラ役を演じることが発表された。また1月3日からパン屋役のアーセラスが復帰することが発表された。

### 2022年、シアター・ロイヤル
2021年12月、2022年8月17日からの4週間、イングランドのバースにあるシアター・ロイヤルにて新たなプロダクションの上演が発表された。イングリッシュ・ナショナル・オペラにてエクトル・ベルリオーズのオペラ2作『The Damnation of Faust』(2011年)、『Benvenuto Cellini』(2014年)を共に演出したテリー・ギリアムとリア・ハウスマンが演出した。2020年にオールド・ヴィック・シアターで上演の予定であったが新型コロナウイルス感染症の世界的流行により延期となり最終的に中止となっていた。謎の男役にジュリアン・ブリーチ、魔女役にニコラ・ヒューズ、パン屋役にレイシャン・ストーン、パン屋の妻役にアレックス・ヤング、狼・シンデレラの王子役にナサネル・キャンベル、シンデレラ役にオードリー・ブリッソン、ジャック役にバーニー・ウィルキンソン、ジャックの母役にギリアン・ビヴァン、フロリンダ役にシャーロット・ジャコネリ、ラプンツェル役にマリア・コネリー、赤ずきん役に新人のローレン・コンロイが配役された。ミルキー・ホワイト役はダンサーのフェイス・プレンダガストによりパントマイムで演じられた。音楽監督はスティーブン・ヒギンズ、プロダクション・デザインはジョン・ボーサー、衣裳はアンソニー・マクドナルドが担当した。
同時期に上演していたブロードウェイ再演と異なり、精巧な装置や小道具で視覚的に表現され、ヴィクトリアン様式のおもちゃの劇場で少女が登場人物を動かして遊んでいるという設定になっている。このおもちゃの劇場は豆の缶、時計、花瓶、人形などの巨大な小道具で埋め尽くされ、ラプンツェルの塔は豆の缶が重なってできているなど装置の一部として登場人物たちに使用される。またソンドハイムが作詞作曲した精神に沿ってスラップスティック・コメディをアクセントとして取り入れている。
ラパインもソンドハイムもこの新たな視点を支持しており、ソンドハイムは亡くなる前に出演者に承諾していた。またロックダウンの間、ソンドハイムはズーム・ミーティングにて制作陣と会議をしていた。ソンドハイムはこの構想を気に入り、笑いすぎて椅子から転げ落ちそうなほどであったと報じられている。
1990年代、ギリアムはパラマウントによる本作の映画化のためにソンドハイムと面会したことがあり、ロビン・ウィリアムズとエマ・トンプソンがパン屋の夫婦を演じることとなっていたが、ギリアムは映画版の脚本が原作に及ばないとして断っていた。
全般的に好評な幕開けとなり、批評家らは「想像力豊かな作品」、「幻の作品」、「壮大なショー」として評価し、リア・ハウスマンの快活な振付を称賛した。一方で登場人物に感情移入できない、期待したほど感動しないという声もあった。しかし全ての批評家が出演者の歌唱力や強さを認めた。ミルキー・ホワイト役のフェイス・プレンダガストの演技が秀逸であるとして、『ガーディアン』紙は舞台上で「最も個性的な存在」と評した。
2022年終盤または2023年初頭にウェスト・エンドに移行することとなった。

### 2023年、全米ツアー
2022年12月6日、2022年のブロードウェイ再演プロダクションが2023年に全米ツアー公演に移行することが発表された。魔女役にモンテゴ・グロヴァ―、パン屋の夫婦にセバスチャン・アーセラスとステファニー・J・ブロック、狼・シンデレラの王子役にギャヴィン・クリール、ジャック役にコール・トンプソン、赤ずきん役にケイティ・ゲラフティ、ナレーター・謎の男役にデヴィッド・パトリック・ケリー、シンデレラの継母役にナンシー・オペル、ジャックの母役にエイミー・ガルシア、ルシンダ役にタニカ・ギブソン、フロリンダ役にブルック・イシバシ、ミルキー・ホワイト役にケネディ・カナガワ、執事役にジム・スタネック、ラプンツェル役にアリシア・ヴェレス、全てブロードウェイ出演者が再演することとなった。12月15日、シンデレラ役にダイアン・フェランが配役されたことが発表された。
追加の出演者や日程は後日発表される。

### その他のプロダクション
1993年3月19日から6月5日、シドニー・オペラ・ハウスのドラマ・シアターにてシドニー・プロダクションの上演が行なわれた。魔女役にジュディ・コネリー、パン屋の妻役にジェラルディン・ターナー、パン屋役にトニー・シェルドン、狼・シンデレラの王子役にフィリップ・クアスト、シンデレラ役にピッパ・グランディソン、ラプンツェルの王子役にDJフォスターが配役された。1998年1月17日から2月21日、ヴィクトリアン・アーツ・センターのプレイハウスにてメルボルン・シアター・カンパニーの公演が上演された。魔女役にロンダ・バーチモア、パン屋役にジョン・マクタナン、パン屋の妻役にジーナ・ライリー、シンデレラ役にリサ・マクーン、狼・シンデレラの王子役にロバート・グラブ、ナレーター・謎の男役にピーター・キャロル、赤ずきん役にタムシン・キャロルが配役された。
2013年3月14日、プエルトリコ大学レパートリー・シアターのプロデュースによりサンフアンにあるTeatro de la Universidadにてプロによる初のスペイン語プロダクションが上演された。パン屋役にヴィクター・サンティアゴ、パン屋の妻役にアナ・イザベル、魔女役にローデス・ロブルスが配役された。
ボルチモアのセンター・ステージとウェストポート・カントリー・プレイハウスの25周年共同制作において、演出のマーク・ラモスにより、赤ずきん役ブロードウェイ・オリジナル・キャストのダニエル・ファーランドがパン屋の妻役を演じたことが注目された。他にパン屋役にエリック・リバーマン、魔女役にローレン・ケネディ、ナレーター役にジェフリー・デンマン、狼・シンデレラの王子役にニック・ウォーカー、赤ずきん役にダナ・スタインゴールド、ジャック役にジャスティン・スコット・ブラウン、シンデレラ役にジェニー・ラティマ―、ジャックの母役にシェリル・スタン、ラプンツェルの王子・シンデレラの父役にロバート・レンジー、シンデレラの継母・グラニー・巨人の妻役にアルマ・カーヴォ、ラプンツェル・シンデレラの母役にブリトニー・コールマン、フロリンダ役にニッカ・ランザロン、ルシンダ役にエレニ・デロプロス、謎の男役にジェレミー・ローレンスが配役された。2011年度のコネチカット批評家サークル賞においてプロダクション賞、アンサンブル賞などを受賞した。
2014年、オフ・ブロードウェイにあるローラ・ペルズ・シアターにてノア・ブロディとベン・スタインフェルドの演出によるランダバウト・シアター・プロダクションが12月19日よりプレビュー公演、2015年1月22日より本公演が行なわれ、4月12日に閉幕した。28年前のオリジナル・ブロードウェイ・プロダクションと同様、2014年7月12日から8月17日、カリフォルニア州サンディエゴにあるオールド・グローブ・シアターで試験興行を行なった。この新版はフィアスコ・シアター・カンパニーにより、1人のピアノ伴奏に合わせて10人の俳優が複数の役柄を演じるという完全に最小限の規模に再構築したものであった。2016年11月29日、全米ツアー公演が行なわれた。
2015年1月、フロリダ州マイアミにあるエイドリアン・アート・センターにてドリームキャッチャー・シアターのプロダクションが開幕し、チケットは完売した。魔女役はティタス・バーゲスは初の男性として配役された。パン屋の妻役にはアリエル・ジェイコブズが配役された。2015年7月21日から28日、ミズーリ州セントルイスのフォレスト・パークにあるミューニーに移行し上演された。魔女役にヘザー・ヘッドリー、パン屋の妻役にエリン・ディリー、パン屋役にロブ・マクルア、ナレーター役にケン・ペイジ、シンデレラ役にエレナ・シャドウ、狼・シンデレラの王子役にアンドリュー・サモンスキー、ラプンツェル役にサマンサ・マッセル、謎の男・シンデレラの父役にマイケル・マコーミックが配役された。2016年1月15日から30日、オンタリオ州トロントにあるハート・ハウス・シアター・プロダクションによる公演が上演された。2016年6月2日から25日、リーズにあるウエスト・ヨークシャー・プレイハウスにてオペラ・ノースのコラボレーションによる公演が上演された。2022年、アーカンソー・レパートリー・シアターにて元国務長官で大統領候補者でもあったヒラリー・クリントンが事前収録の巨人の声を担当した。
2016年8月、テルアビブにてトランプ・プロダクションとスタッフ・ライク・ザットによるプロデュースでイスラエル・プロダクション『אל תוך היער (El Toch Ha-ya-ar)』が上演された。魔女役に男性として2人目のRoi Dolevが配役された。

#### 日本での主な上演
- 新国立劇場の制作、宮本亜門の演出･振付で、2004年6月に同劇場の中劇場にて上演され[103]、『月刊ミュージカル』で2004年ミュージカル・ベストテン第1位を獲得した。2006年5、6月に再演[104]。

- 2010年12月、六行会ホールにて鈴木ひがしの翻訳・演出で上演。
- 2016年2月21日、千葉県南総文化ホールがNANSO舞台芸術創造プロジェクト第14弾として上演[105]。
- 2022年1月 - 2月、梅田芸術劇場の企画・制作、熊林弘高の演出で上演[106]。

|                    | 2004年           | 2006年           | 2010年         | 2016年               | 2022年       |
| ------------------ | ---------------- | ---------------- | -------------- | -------------------- | ------------ |
| 制作・主催         | 新国立劇場       | 新国立劇場       | H by S produce | 千葉県南総文化ホール | 梅田芸術劇場 |
| 翻訳               | 橋本邦彦         | 橋本邦彦         | 鈴木ひがし     | 木内宏昌             | 早船歌江子   |
| 演出               | 宮本亜門         | 宮本亜門         | 鈴木ひがし     | 木内宏昌             | 熊林弘高     |
| 振付               | 宮本亜門         | 宮本亜門         | 奥山桃子       | 遠藤敏彦             | 熊林弘高     |
| 音楽監督           | 山下康介         | 山下康介         | 佐藤誠一       | 松崎裕佳             | 小林恵子     |
| 美術・装置         | 礒沼陽子         | 礒沼陽子         | 土岐研一       | 中村公一             | 杉浦充       |
| 照明               | 中川隆一         | 中川隆一         | 八木優和       | 余湖忠男             | 笠原俊幸     |
| 魔女               | 諏訪マリー       | 諏訪マリー       | 山崎直子       | 鈴木ゆかり           | 望海風斗     |
| パン屋             | 小堺一機         | 小堺一機         | 横澤健司       | 田中秀哉             | 渡辺大知     |
| パン屋の妻         | 高畑淳子         | 高畑淳子         | 岡村さやか     | 木村帆香             | 瀧内公美     |
| シンデレラ         | シルビア・グラブ | シルビア・グラブ | RiRiKA         | 小松春佳             | 古川琴音     |
| 赤ずきん           | SAYAKA           | 宮本せいら       | 小此木麻里     | 遠藤よもぎ           | 羽野晶紀     |
| ジャック           | 上山竜司         | 矢崎広           | 松原剛志       | 富川凛太路           | 福士誠治     |
| ラプンツェル       | 吉岡小鼓音       | 早川久美子       | 穴田有里       | 髙梨さおり           | 鈴木玲奈     |
| 狼                 | 藤本隆宏         | 藤本隆宏         | 四宮貴久       | 遠藤敏彦             | 廣瀬友祐     |
| ジャックの母       | 藤田弓子         | 天地総子         | 本田育代       | 遠藤園               | あめくみちこ |
| シンデレラの王子   | 藤本隆宏         | 藤本隆宏         | 四宮貴久       | 髙瀬雄史             | 廣瀬友祐     |
| ラプンツェルの王子 | 広田勇二         | 広田勇二         | 清水裕明       | 大河原渉             | 渡辺大輔     |

## 登場人物および出演者
著名な舞台のオリジナル・キャストを以下に示す。
| 役                                | オールド・グローブ初演 | ブロードウェイ             | 第1回全米ツアー                | ウェスト・エンド         | 第1回ブロードウェイ再演                     | ウェスト・エンド再演         | リージェンツ・パーク屋外劇場     | セントラル・パーク・プロダクション | ハリウッド・ボウル                  | ニューヨーク・シティ・センターEncores! | 第2回ブロードウェイ再演          | 第2回全米ツアー                |
| 役                                | 1986                   | 1987                       | 1988                           | 1990                     | 2002                                        | 2007                         | 2010                             | 2012                               | 2019                                | 2022                                   | 2022                             | 2023                           |
| --------------------------------- | ---------------------- | -------------------------- | ------------------------------ | ------------------------ | ------------------------------------------- | ---------------------------- | -------------------------------- | ---------------------------------- | ----------------------------------- | -------------------------------------- | -------------------------------- | ------------------------------ |
| 魔女 (メゾソプラノ)               | エレン・フォーリー     | バーナデット・ピーターズ   | クレオ・レーン                 | ジュリア・マッケンジー   | ヴァネッサ・ウィリアムズ                    | ビヴァリー・クライン         | ハンナ・ウォディンガム           | ドナ・マーフィー                   | パティナ・ミラー                    | ヘザー・ヘッドリー                     | パティナ・ミラー                 | モンテゴ・グロヴァー           |
| パン屋の妻 (メゾソプラノ)         | ジョアンナ・グリーソン | ジョアンナ・グリーソン     | メアリー・ゴードン・マレー     | イメルダ・スタウントン   | ケリー・オマリー                            | アナ・フランコリーニ         | ジェナ・ラッセル                 | エイミー・アダムス                 | サットン・フォスター                | サラ・バレリス                         | サラ・バレリス                   | ステファニー・J・ブロック      |
| パン屋 (バリトン)                 | チップ・ザイエン       | チップ・ザイエン           | レイ・ギル                     | イアン・バーソロミュー   | スティーブン・デローザ                      | クライヴ・ロウ               | マーク・ハドフィールド           | デニス・オヘア                     | スカイラー・アスティン              | ニール・パトリック・ハリス             | ブライアン・ダーシー・ジェームズ | セバスチャン・アーセラス       |
| シンデレラ (ソプラノ)             | キム・クロスビー       | キム・クロスビー           | キャスリン・ロウ・マカレン     | ジャッキー・ダンクワース | ローラ・ベナンティ                          | ギリアン・カークパトリック   | ヘレン・ダリモア                 | ジェシー・ミューラー               | シエラ・ボーゲス                    | デニー・ベントン                       | フィリッパ・スー                 | ダイアン・フェラン             |
| シンデレラの王子 (バリトン)       | ケネス・マーシャル     | ロバート・ウェステンバーグ | チャック・ワグナー             | クライヴ・カーター       | グレッグ・エデルマン                        | ニック・ガレット             | マイケル・ゼイヴィア             | イヴァン・ヘルナンデス             | シャイアン・ジャクソン              | ギャヴィン・クリール                   | ギャヴィン・クリール             | ギャヴィン・クリール           |
| 狼 (バリトン)                     | ジョン・カニンガム     | ロバート・ウェステンバーグ | チャック・ワグナー             | クライヴ・カーター       | グレッグ・エデルマン クリスファー・シーバー | ニック・ガレット             | マイケル・ゼイヴィア             | イヴァン・ヘルナンデス             | シャイアン・ジャクソン              | ギャヴィン・クリール                   | ギャヴィン・クリール             | ギャヴィン・クリール           |
| 執事 (テナー)                     | ジョン・カニンガム     | フィリップ・ホフマン       | マーカス・オルソン             | ピーター・レドバリー     | トレント・アーマンド・ケンドール            | バイロン・ワトソン           | マーク・ゴルドープ               | ジョシュ・ラモン                   | ダニエル・ロペス                    | デイヴィッド・ターナー                 | デイヴィッド・ターナー           | ジム・スタネック               |
| ナレーター (バスバリトン)         | ジョン・カニンガム     | トム・アルドレッジ         | レックス・ロビンズ             | ニコラス・パーソンズ     | ジョン・マクマーティン                      | ゲイリー・ウォルドホーン     | エディ・マニング                 | ジャック・ブロデリック             | エドワード・ハイバート              | デヴィッド・パトリック・ケリー         | デヴィッド・パトリック・ケリー   | デヴィッド・パトリック・ケリー |
| 謎の男 (バスバリトン)             | ジョージ・コー         | トム・アルドレッジ         | レックス・ロビンズ             | ジョン・ローガン         | ジョン・マクマーティン                      | マーティン・ネルソン         | ビリー・ボイル                   | チップ・ザイエン                   | アンソニー・クリヴェロ              | デヴィッド・パトリック・ケリー         | デヴィッド・パトリック・ケリー   | デヴィッド・パトリック・ケリー |
| シンデレラの父 (バリトン)         | ジョージ・コー         | エドマンド・リンデック     | ドン・クロスビー               | ジョン・ローガン         | デニス・ケリー                              | マーティン・ネルソン         | N/A                              | チップ・ザイエン                   | グレゴリー・ノース                  | アルバート・ガーゾン                   | アルバート・ガーゾン             | TBA                            |
| 赤ずきん (メゾソプラノ)           | ルアン・ポンス         | ダニエル・ファーランド     | トレイシー・カッツ             | テッサ・バーブリッジ     | モリー・イフラム                            | スージー・トース             | ビヴァリー・ラッド               | サラ・スタイルズ                   | シャニス・ウィリアムズ              | ジュリア・レスター                     | ジュリア・レスター               | ケイティ・ジェラーティ         |
| ジャック (テナー)                 | ベン・ライト           | ベン・ライト               | ロバート・ダンカン・マクニール | リチャード・デンプシー   | アダム・ワイリー                            | ピーター・コールフィールド   | ベン・ストット                   | ギデオン・グリック                 | ゲイテン・マタラッツォ              | コール・トンプソン                     | コール・トンプソン               | コール・トンプソン             |
| ラプンツェルの王子 (バスバリトン) | チャック・ワグナー     | チャック・ワグナー         | ダグラス・シルス               | マーク・ティンクラー     | クリストファー・シーバー                    | ニック・グリーンシールズ     | サイモン・トーマス               | クーパー・グロディン               | クリス・カーマック                  | ジョーダン・ドニカ                     | ジョシュア・ヘンリー             | TBA                            |
| ジャックの母                      | バーバラ・ブライン     | バーバラ・ブライン         | シャーロット・レイ             | パッツィ・ローランズ     | メリールイズ・バーク                        | アン・リード                 | マリリン・カッツ                 | クリスティン・ズボニック           | レベッカ・スペンサー                | アン・ハラダ                           | エイミー・ガルシア               | エイミー・ガルシア             |
| 巨人の妻 (メゾソプラノ)           | マール・ルイーズ       | マール・ルイーズ           | ノラ・メイ・リン               | ユーニス・ゲイソン       | ジュディ・デンチ (事前収録)                 | リンダ・ハイバード           | ジュディ・デンチ (事前収録)      | グレン・クローズ (事前収録)        | ウーピー・ゴールドバーグ (事前収録) | アニー・ゴールデン                     | アニー・ゴールデン               | TBA                            |
| シンデレラの母 (メゾソプラノ)     | マール・ルイーズ       | マール・ルイーズ           | ノラ・メイ・リン               | ユーニス・ゲイソン       | ローラ・ベナンティ                          | リンダ・ハイバード           | ジェマ・ウォードル               | ローラ・シュープ                   | タミラ・グレイ                      | アニー・ゴールデン                     | アニー・ゴールデン               | TBA                            |
| グラニー (メゾソプラノ)           | マール・ルイーズ       | マール・ルイーズ           | ノラ・メイ・リン               | ユーニス・ゲイソン       | パメラ・マイヤーズ                          | リンダ・ハイバード           | ヴァルダ・アヴキス               | ティナ・ジョンソン                 | タミラ・グレイ                      | アニー・ゴールデン                     | アニー・ゴールデン               | TBA                            |
| シンデレラの継母 (メゾソプラノ)   | ジョイ・フランツ       | ジョイ・フランツ           | ジョアン・カニンガム           | アン・ハワード           | パメラ・マイヤーズ                          | エリザベス・ブライス         | ゲイ・ブラウン                   | エレン・ハーヴェイ                 | エデリン・オカノ                    | ローレン・ミッチェル                   | ナンシー・オペル                 | ナンシー・オペル               |
| ラプンツェル (ソプラノ)           | ケイ・マクレランド     | パメラ・ウィンスロウ       | マルグリット・ロウェル         | メアリー・リンカーン     | メリッサ・ダイ                              | クリスティーナ・ホールデーン | アリス・ファーン                 | テス・ソルトー                     | ヘイリー・キルゴア                  | シェリーン・ピメンテル                 | アリシア・ヴェレス               | アリシア・ヴェレス             |
| フロリンダ (メゾソプラノ)         | ケイ・マクレランド     | ケイ・マクレランド         | スーザン・ゴードン・クラーク   | エリザベス・ブライス     | トレイシー・ニコール・チャップマン          | ルイーズ・ボウデン           | エイミー・エレン・リチャードソン | べサニー・ムーア                   | グレイス・ヨー                      | ブルック・イシバシ                     | ブルック・イシバシ               | ブルック・イシバシ             |
| ルシンダ (ソプラノ)               | ローレン・ミッチェル   | ローレン・ミッチェル       | ダネット・カミング             | ライザ・サドヴィ         | アマンダ・ノートン                          | ララ・パルヴァー             | エイミー・グリフィス             | ジェニファー・リアス               | ステラ・キム                        | タニカ・レネー・ギブソン               | タニカ・レネー・ギブソン         | タニカ・レネー・ギブソン       |
| 眠れる森の美女 (ソプラノ)         | テリ・カニコット       | モーリーン・デイヴィス     | N/A                            | ケイト・アーニール       | N/A                                         | N/A                          | N/A                              | テス・ソルトー                     | モニカ・デネイ・リケッツ            | N/A                                    | N/A                              | N/A                            |
| 白雪姫 (ソプラノ)                 | パメラ・トマセッティ   | ジーン・ルイーザ・ケリー   | N/A                            | ミーガン・ケリー         | N/A                                         | N/A                          | ソフィ・ケイトン                 | ヴィクトリア・クック               | クレア・アダムス                    | N/A                                    | N/A                              | N/A                            |
| ミルキー・ホワイト                | N/A                    | N/A                        | N/A                            | N/A                      | チャド・キンボール                          | N/A                          | N/A                              | N/A                                | N/A                                 | ケネディ・カナガワ                     | ケネディ・カナガワ               | ケネディ・カナガワ             |

### 著名な代役

#### ブロードウェイ(1987–1989)
u/sは「アンダースタディ」を示す。
- 魔女: ナンシー・デュソルト、ベッツィ・ジョスリン、フィリシア・ラシャド、エレン・フォーリー、ジョイ・フランツ(u/s)、マリン・メイジー(u/s)、スザンヌ・ダグラス(u/s)、ローレン・ヴェレス(u/s)
- シンデレラ: パトリシア・ベン・ピーターソン、パメラ・ウィンスロウ(u/s)、ベッツィ・ジョスリン(u/s)、マリン・メイジー(u/s)、シンディ・ロビンソン(u/s)、スザンヌ・ダグラス(u/s)
- シンデレラの王子: チャック・ワグナー(u/s)、ディーン・バトラー(u/s)
- 狼: チャック・ワグナー(u/s)、ディーン・バトラー(u/s)、ジョナサン・ドクチッツ(u/s)
- 執事: ジェフ・ブルメンクランツ(u/s)
- ナレーター: ディック・カヴィット、エドマンド・リンデック(u/s)
- 謎の男: エドマンド・リンデック
- 赤ずきん: ジーン・ケリー(u/s)、シンディ・ロビンソン(u/s)
- ジャック: ジェフ・ブルメンクランツ、ジョナサン・ドクチツ(u/s)
- ラプンツェルの王子: ディーン・バトラー、ジェフ・ブルメンクランツ(u/s)、ジョナサン・ドクチツ(u/s)
- ラプンツェル: マリン・メイジー、ジーン・ケリー(u/s)、シンディ・ロビンソン(u/s)
- フロリンダ: パメラ・ウィンスロウ(u/s)、マリン・メイジー(u/s)
- ルシンダ: パメラ・ウィンスロウ(u/s)、マリン・メイジー(u/s)
- 眠れる森の美女: スザンヌ・ダグラス(u/s)
- 白雪姫: シンディ・ロビンソン

#### 全米ツアー(1988-1990)
- 魔女: ベッツィ・ジョスリン
- 狼・シンデレラの王子: ダグラス・シルス(u/s)

#### 第1回ブロードウェイ再演(2002)
- 魔女: トレイシー・ニコール・チャップマン(u/s)
- シンデレラ: エリン・ディリー、ケイト・レインダース(u/s)
- 狼・シンデレラの王子: クリストファー・シーバー(u/s)
- 赤ずきん: ケイト・レインダース(u/s)
- ジャック: チャド・キンボール(u/s)
- 狼・ラプンツェルの王子: チャド・キンボール(u/s)
- ラプンツェル: ケイト・レインダース(u/s)
- ジャックの母: パメラ・マイヤーズ(u/s)、ジョイ・フランツ(u/s)
- グラニー・シンデレラの継母: ジョイ・フランツ

#### 第2回ブロードウェイ再演(2022–2023)
- 魔女: モンテゴ・グロヴァー、ホアキナ・カルカンゴ
- パン屋の妻: ステファニー・J・ブロック
- パン屋: セバスチャン・アーセラス、ジム・スタネック(u/s)
- シンデレラ: クリスタ・ロドリゲス、デネー・ベントン
- 狼・シンデレラの王子: シャイアン・ジャクソン、アンディ・カール
- 執事: ジム・スタネック、ポール・クレペル(u/s)
- ナレーター・謎の男: ポール・クレペル(u/s)
- シンデレラの父: ポール・クレペル(u/s)
- ラプンツェルの王子: アンディ・カール
- ジャックの母: アン・ハラダ

### 追加俳優
- 魔女: ティタス・バーゲス、レア・サロンガ、ジュディ・コネリー、ローデス・ロブルス、ローレン・ケネディ、アンジェラ・ロビンソン、ニコラ・ヒューズ、ギリアン・ビヴァン、ロンダ・バーチモア、クレア・バート
- パン屋の妻: ダニエル・ファーランド、ジェラルディン・ターナー、ジーナ・ライリー、アナ・イザベル、アリエル・ジェイコブズ、エリン・ディリー、ソフィ・トンプソン
- パン屋: ロブ・マクルア、トニー・シェルドン、ヴィクター・サンティアゴ、エリック・リバーマン、ラシャン・ストーン、ジョン・マクターナン、ニック・ホルダー
- シンデレラ: リサ・マクーン、エレナ・シャドウ、ジェナ・ラッセル、ルーシー・マウンダー、ピッパ・グランディソン
- 狼・シンデレラの王子: フィリップ・クォスト、ヘイデン・ティ、ロバート・グラブ、ダミアン・ルイス
- 執事: ジェフ・ブルメンクランツ
- ナレーター: ケン・ペイジ、ピーター・キャロル、ジェフリー・デンマン
- 謎の男: ジュリアン・ブリーチ、ピーター・キャロル、マイケル・N・ハーバー
- シンデレラの父: マイケル・N・ハーバー
- 赤ずきん: タムシン・キャロル、シェリダン・スミス、シャロン・ミラーチップ
- ジャック: クリストファー・ピジー
- ラプンツェルの王子: ジョナサン・ドクチツ、ジョリオン・ジェイムス、マット・ロウル
- ラプンツェル: サマンサ・メイゼル
- ジャックの母: ギリアン・ビヴァン、シェイラ・レイド、シェリル・スタン
- 巨人の妻: ヒラリー・クリントン、ディリス・レイ、アルマ・キューヴォ
- シンデレラの母: ディリス・レイ
- グラニー: アルマ・キューヴォ、ディリス・レイ
- シンデレラの継母: アルマ・キューヴォ
- フロリンダ: キャロライン・シーン、シャーロット・ジャコネリ

## 翻案作品

### ジュニア・バージョン
学校演劇や児童劇団などが演じるために第2幕をカットし、第1幕の内容をほぼ半分にした子供向けの作品が制作された。通常は2時間半の作品であるが50分に短縮され、音楽も子供が歌いやすいキーとなっている。ミュージック・シアター・インターナショナル・ブロードウェイ・ジュニア・ミュージカルズが版権を所有している。
2019年、コミュニティ・センターや老人ホームなどの高齢者向けの『イントゥ・ザ・ウッズ・シニア』が制作された。後日、版権販売が発表されることとなっている。

### 映画版
ウォルト・ディズニー・ピクチャーズのプロデュース、ロブ・マーシャルの監督により映画化され、メリル・ストリープが魔女役、エミリー・ブラントがパン屋の妻役、ジェームズ・コーデンがパン屋役、アナ・ケンドリックがシンデレラ役、クリス・パインがシンデレラの王子役、ダニエル・ハッスルストーンがジャック役、リラ・クロフォードが赤ずきん役、トレイシー・ウルマンがジャックの母役、ビリー・マグヌッセンがラプンツェルの王子役、クリスティーン・バランスキーがシンデレラの継母役、マッケンジー・マウジーがラプンツェル役、タミー・ブランチャードがフロリンダ役、ジョニー・デップが狼役に配役された。2014年12月25日に公開された（日本公開は2015年3月14日）。批評的にも興行収入的にもヒットし、世界中で2億1,300万ドルをあげた。魔女役を演じたストリープはアカデミー助演女優賞にノミネートされた。またアカデミー美術賞、アカデミー衣裳デザイン賞にもノミネートされた。

#### 映画版キャスト
| 魔女               | メリル・ストリープ           |
| パン屋             | ジェームズ・コーデン         |
| パン屋の妻         | エミリー・ブラント           |
| シンデレラ         | アナ・ケンドリック           |
| シンデレラの王子   | クリス・パイン               |
| シンデレラの継母   | クリスティーン・バランスキー |
| 赤ずきん           | リラ・クロフォード           |
| ジャック           | ダニエル・ハッスルストーン   |
| ジャックの母       | トレイシー・ウルマン         |
| ラプンツェル       | マッケンジー・マウジー       |
| ラプンツェルの王子 | ビリー・マグヌッセン         |
| オオカミ           | ジョニー・デップ             |

### 備考
- ミュージカル映画という作品の性質上、英語での楽曲が大半を占めるため、日本語吹き替え版は存在しない。
- 日本での映画封切に伴い、日本版の舞台初演で赤ずきん役を演じた神田沙也加が宣伝ナビゲーターを務めている。
- 2015年3月4日、メリル・ストリープやリラ・クロフォードが来日しジャパンプレミアイベントが行われた。クロフォードは劇中歌メインテーマでもある「Into the Woods」を、神田は舞台でも歌った「Children Will Listen」を日本語訳詞で披露している。

## 脚本および音楽の分析
オリジナル・ブロードウェイ・プロダクションを含め、本作のプロダクションの多くにおいて、複数の役柄が二役で演じられる。欲求を抑制できないシンデレラの王子役と狼役は同一の俳優により演じられる。同様に、個人的な関わりや責任を負うことを避けつつ物語を語っていくナレーター役と謎の男役は同一の俳優により演じられる。母性を象徴する赤ずきんの祖母役とシンデレラの母役は同じ女優により演じられるが、同じく育児経験者であるがのちに殺人を犯す巨人の妻役の声も担当する。
成長、親子関係、責任、道徳、そして願望成就とその結果など複数のテーマがある。『タイム』誌の評論家は「本作の基本的な見解としては、ほとんどのおとぎ話は親子の愛憎を描いている。悪いできごとあるいはその可能性のあるほぼ全てが良かれと思ったことの失敗からきている」と記した。スティーブン・ホルデンは親子関係を含む本作のテーマやコミュニティでの個々の責任について記している。魔女は単なる偏屈な老婆ではなく、道徳の両面性の象徴となっている。ジェイムス・ラパインは最も嫌われる人物(魔女)が真実を語り、善人ほど正直さに欠けると語った。魔女の台詞に「私は善人ではない。単に正しいだけだ」という言葉がある。
1980年代の初演時、全米でHIVが猛威を振るっており、本作はHIVの比喩とされることもあった。巨人の妻はHIVに例えられ、善人も悪人も区別なく殺害し、残された者たちはこの脅威を終息させようと結束する。テーマについて問われたソンドハイムはHIVの比喩とされていることは知っているが、特定の意図を持ったものではないと語った。
ソンドハイムの作品の中でも短いモチーフを緻密に改訂および発展させた楽曲とされている。特にオープニングの歌詞の「"I wish"」は長調2度で高くなり、この短いメロディがルパインの脚本が個々の願いや望みのその後を追及するように作品を通して繰り返され発展していく。本作の台詞はシンコペーションを多用している。多くの場合において、登場人物の台詞は自然な話し方に沿った一定のリズムで語られるが、語りの楽曲では8分音符、16分音符、4分音符のリズムで構成されることもある。ソンドハイム&ラパインの多くのプロダクションのように、登場人物の会話や考えを述べるのに楽曲が使用される。
ソンドハイムは自身の子供時代の問題についても作品に込めた。1987年、ソンドハイムが『タイム』誌に語った所によると、父親は子供の父親であることを不快に感じ、母親は子供を産んだことを後悔していたのである。

## 受賞歴

### オリジナル・ブロードウェイ・プロダクション
| 年   | 賞                       | 部門                   | ノミネート者               | 結果       |
| ---- | ------------------------ | ---------------------- | -------------------------- | ---------- |
| 1988 | トニー賞                 | ミュージカル作品賞     | ミュージカル作品賞         | ノミネート |
| 1988 | トニー賞                 | オリジナル楽曲賞       | スティーヴン・ソンドハイム | 受賞       |
| 1988 | トニー賞                 | ミュージカル脚本賞     | ジェイムス・ラパイン       | 受賞       |
| 1988 | トニー賞                 | ミュージカル演出賞]    | ジェイムス・ラパイン       | ノミネート |
| 1988 | トニー賞                 | ミュージカル主演女優賞 | ジョアンナ・グリーソン     | 受賞       |
| 1988 | トニー賞                 | ミュージカル助演男優賞 | ロバート・ウェステンバーグ | ノミネート |
| 1988 | トニー賞                 | 振付賞                 | ラー・ルボヴィッチ         | ノミネート |
| 1988 | トニー賞                 | 装置デザイン賞         | トニー・ストレイジズ       | ノミネート |
| 1988 | トニー賞                 | 衣裳デザイン賞         | アン・ホールド・ウォード   | ノミネート |
| 1988 | トニー賞                 | 照明デザイン賞         | リチャード・ネルソン       | ノミネート |
| 1988 | ドラマ・デスク・アワード | ミュージカル作品賞     | ミュージカル作品賞         | 受賞       |
| 1988 | ドラマ・デスク・アワード | 作曲賞                 | スティーヴン・ソンドハイム | ノミネート |
| 1988 | ドラマ・デスク・アワード | 作詞賞                 | スティーヴン・ソンドハイム | 受賞       |
| 1988 | ドラマ・デスク・アワード | ミュージカル脚本賞     | ジェイムス・ラパイン       | 受賞       |
| 1988 | ドラマ・デスク・アワード | ミュージカル演出賞     | ジェイムス・ラパイン       | ノミネート |
| 1988 | ドラマ・デスク・アワード | ミュージカル主演女優賞 | バーナデット・ピーターズ   | ノミネート |
| 1988 | ドラマ・デスク・アワード | ミュージカル助演男優賞 | ロバート・ウェステンバーグ | 受賞       |
| 1988 | ドラマ・デスク・アワード | ミュージカル助演女優賞 | ジョアンナ・グリーソン     | 受賞       |
| 1988 | ドラマ・デスク・アワード | ミュージカル助演女優賞 | ダニエル・ファーランド     | ノミネート |
| 1988 | ドラマ・デスク・アワード | 装置デザイン賞         | トニー・ストレイジズ       | ノミネート |
| 1988 | ドラマ・デスク・アワード | 衣裳デザイン賞         | アン・ホールド・ウォード   | ノミネート |
| 1988 | ドラマ・デスク・アワード | 照明デザイン賞         | リチャード・ネルソン       | ノミネート |
| 1988 | ドラマ・デスク・アワード | 編曲賞                 | ジョナサン・チューニック   | ノミネート |

### オリジナル・ロンドン・プロダクション
| 年   | 賞                       | 部門                   | ノミネート者           | 結果       |
| ---- | ------------------------ | ---------------------- | ---------------------- | ---------- |
| 1991 | ローレンス・オリヴィエ賞 | 新作ミュージカル作品賞 | 新作ミュージカル作品賞 | ノミネート |
| 1991 | ローレンス・オリヴィエ賞 | ミュージカル演出賞     | リチャード・ジョーンズ | 受賞       |
| 1991 | ローレンス・オリヴィエ賞 | ミュージカル主演男優賞 | イアン・バーソロミュー | ノミネート |
| 1991 | ローレンス・オリヴィエ賞 | ミュージカル主演女優賞 | イメルダ・スタウントン | 受賞       |
| 1991 | ローレンス・オリヴィエ賞 | ミュージカル主演女優賞 | ジュリア・マッケンジー | ノミネート |
| 1991 | ローレンス・オリヴィエ賞 | ミュージカル助演賞     | クリーヴ・カーター     | ノミネート |
| 1991 | ローレンス・オリヴィエ賞 | 衣裳デザイン賞         | スー・ブレイン         | ノミネート |

### 1999年、ロンドン再演
| 年   | 賞                       | 部門                           | ノミネート者                   | 結果       |
| ---- | ------------------------ | ------------------------------ | ------------------------------ | ---------- |
| 1999 | ローレンス・オリヴィエ賞 | ミュージカル・プロダクション賞 | ミュージカル・プロダクション賞 | ノミネート |
| 1999 | ローレンス・オリヴィエ賞 | ミュージカル主演女優賞         | ソフィ・トンプソン             | 受賞       |

### 2002年、ブロードウェイ再演
| 年   | 賞                       | 部門                   | ノミネート者                 | 結果       |
| ---- | ------------------------ | ---------------------- | ---------------------------- | ---------- |
| 2002 | トニー賞                 | ミュージカル再演作品賞 | ミュージカル再演作品賞       | 受賞       |
| 2002 | トニー賞                 | ミュージカル主演男優賞 | ジョン・マクマーティン       | ノミネート |
| 2002 | トニー賞                 | ミュージカル主演女優賞 | ヴァネッサ・ウィリアムス     | ノミネート |
| 2002 | トニー賞                 | ミュージカル助演男優賞 | グレッグ・エデルマン         | ノミネート |
| 2002 | トニー賞                 | ミュージカル助演女優賞 | ローラ・ベナンティ           | ノミネート |
| 2002 | トニー賞                 | ミュージカル演出賞     | ジェイムス・ラパイン         | ノミネート |
| 2002 | トニー賞                 | 振付賞                 | ジョン・カラファ             | ノミネート |
| 2002 | トニー賞                 | 装置デザイン賞         | ダグラス・W・シュミット      | ノミネート |
| 2002 | トニー賞                 | 衣裳デザイン賞         | スーザン・ヒルファーティ     | ノミネート |
| 2002 | トニー賞                 | 照明デザイン賞         | ブライアン・マクデヴィット   | 受賞       |
| 2002 | ドラマ・デスク・アワード | ミュージカル再演作品賞 | ミュージカル再演作品賞       | 受賞       |
| 2002 | ドラマ・デスク・アワード | ミュージカル主演女優賞 | ローラ・ベナンティ           | ノミネート |
| 2002 | ドラマ・デスク・アワード | ミュージカル主演女優賞 | ヴァネッサ・ウィリアムス     | ノミネート |
| 2002 | ドラマ・デスク・アワード | ミュージカル助演男優賞 | グレッグ・エデルマン         | ノミネート |
| 2002 | ドラマ・デスク・アワード | ミュージカル助演女優賞 | ケリー・オマリー             | ノミネート |
| 2002 | ドラマ・デスク・アワード | ミュージカル演出賞     | ジェイムス・ラパイン         | ノミネート |
| 2002 | ドラマ・デスク・アワード | 装置デザイン賞         | ダグラス・W・シュミット      | 受賞       |
| 2002 | ドラマ・デスク・アワード | 衣裳デザイン賞         | スーザン・ヒルファーティ     | ノミネート |
| 2002 | ドラマ・デスク・アワード | 音響デザイン賞         | ダン・モーゼス・シュライアー | 受賞       |

### 2010年、ロンドン再演
| 年   | 賞                       | 部門                   | ノミネート者           | 結果       |
| ---- | ------------------------ | ---------------------- | ---------------------- | ---------- |
| 2011 | ローレンス・オリヴィエ賞 | ミュージカル再演作品賞 | ミュージカル再演作品賞 | 受賞       |
| 2011 | ローレンス・オリヴィエ賞 | ミュージカル助演男優賞 | マイケル・ゼイヴィア   | ノミネート |

### 2012年、ニューヨーク再演
| 年   | 賞                       | 部門                   | ノミネート者     | 結果       |
| ---- | ------------------------ | ---------------------- | ---------------- | ---------- |
| 2013 | ドラマ・デスク・アワード | ミュージカル主演女優賞 | ドナ・マーフィー | ノミネート |

### 2014年、オーストラリア・プロダクション
| 年   | 賞                   | カテゴリー             | ノミネート者             | 結果       |
| ---- | -------------------- | ---------------------- | ------------------------ | ---------- |
| 2015 | ヘルプマン・アワード | ミュージカル助演女優賞 | ルーシー・マウンダー     | ノミネート |
| 2015 | ヘルプマン・アワード | ミュージカル演出賞     | スチュアート・マウンダー | ノミネート |

### 2015年、オフ・ブロードウェイ・プロダクション
| 年   | 賞                       | カテゴリー                                                   | 結果       |
| ---- | ------------------------ | ------------------------------------------------------------ | ---------- |
| 2015 | ドラマ・デスク・アワード | ミュージカル再演作品賞                                       | ノミネート |
| 2015 | ドラマ・リーグ・アワード | ブロードウェイ・オフ・ブロードウェイ・ミュージカル再演作品賞 | ノミネート |

### 2022年、ブロードウェイ再演
| 年   | 賞         | 部門                               | 結果   |
| ---- | ---------- | ---------------------------------- | ------ |
| 2022 | グラミー賞 | ミュージカル・シアター・アルバム賞 | 未決定 |